# Трибун
Трибун (лат. Tribunus) је био назив за неколико различитих магистрата и војних функционера у Римској републици и Римском царству. Тај су назив у најстарије доба римске историје највероватније носили представници „триба“ (лат. tribus) на које су се римски грађани делили у војне сврхе и приликом гласања у скупштинама.

## Народни трибуни
Према аналистичкој предаји, један од најважнијих догађаја током борбе патриција и плебејаца било је стварање народних трибуна (лат. Tribuni plebis). Према тој традицији, пошто су били исцрпљени војном службом, лошим економским условима и тешкоћама узрокованим строгим законом о дугу, плебејци су се 494. године п. н. е. колективно издвојили на Свето Брдо (лат. Mons Sacer), удаљено око пет километара од Рима. Тамо су подигли логор и изабрали сопствене магистрате који ће их штитити у будућности. Пошто је држави претио нов напад непријатеља, сенат је био присиљен да плебејцима призна право да бирају сопствене магистрате ― народне трибуне.
У почетку је било само два народна трибуна, али је њихов број 471. године п. н. е. повећан на пет, а 457. године п. н. е. на десет. Они нису имали никаквих спољних обележја своје власти (лат. Insignia), као конзули, али су сматрани неповредивима (лат. Sacrosancti): онај ко би их физички повредио могао је бити некажњено убијен. Имали су право да се у име сваког грађанина мешају у рад конзула и свих других магистрата осим цензора и диктатора (лат. Ius intercessionis), али је њихова власт престајала на око једну миљу од померија (= унутрашње границе града Рима). Имали су право да сазивају трибутску скупштину (лат. Comitia tributa), познату и под називом плебејски скуп (лат. Concilium plebis), и да јој подносе законске предлоге (лат. Ius agendi cum plebe), али и право да сазивају сенат и њиме председавају (лат. Ius agendi cum patribus). Трибуни су пред скупштином наступали и као тужиоци против других магистрата који су злоупотребили своју власт, вршећи тако у име других право право провокације на народ. Такође су могли ставити вето на одлуку другог трибуна (вето значи „забрањујем“). Два су плебејска едила служила као помоћници трибуна у градским пословима. Премда су били сматрани заштитницима народа, људи који су били бирани на положај трибуна неретко су потицали из аристократских породица и углавном су били наклоњени очувању статуса quo. Ипак, млади амбициозни аристократи могли су тај положај користити да би постали познати и популарни тако што су се супротстављали нобилитету преузимајући на себе борбу за „народне интересе“.
Научници се данас не слажу у погледу аутентичности аналистичког приказа прве сецесије плебејаца и стварања народног трибуната. Предаја представља ову сецесију као прву од три, при чему друге два ставља у 449. и 287. године п. н. е. Друга је сецесија свакако фиктивна. Многи научници и прву сматрају каснијом инвенцијом аналиста, а само трећу прихватају као историјску. Мада традиција прву сецесију представља у терминима који наликују на услове касније аграрне кризе из доба браће Тиберија и Гаја Гракха, с обзиром на строгост дужничког закона у раном Риму и на несташице хране које извори стављају у 492. и 488. годину п. н. е. (информација која је вероватно била сачувана у савременим религијским записима), социјални и економски немири могли су допринети оснивању народног трибуната. Међутим, градски и цивилни карактер овог положаја тако лепо допуњује ванградску и војну природу конзулата да је можда првобитно било замишљено да те две магистратуре функционишу у међусобној сарадњи, како би се задовољиле потребе државе, а не да буду супротстављене једна другој.

### Позна Република и Царство
У доба Сулине диктатуре (82―79. п. н. е.) овлашћења народних трибуна била су знатно смањена: одузето им је право вета, као и право да трибутској скупштини подносе законске предлоге без претходне сагласности сената. Током конзулата Помпеја и Краса трибунима су враћена њихова пуна овлашћења.
Током позне републике амбициозни појединци злоупотребљавали су свој положај народних трибуна у сврху личне славе и користи. Клодије и Милон су као народни трибуни користили насиље на судовима и у државним канцеларијама како би осигурали интересе Помпеја и Цезара. Када је сенат одбио да одобри нова земљишта за насељавање Цезарових ветерана и да Цезару продужи период управе над Галијом, Цезар се са својим захтевима обратио трибунима, који су му их и испунили кроз народне скупштине.
Народни трибуни су се морали бирати из редова плебејаца, а уколико се неки патрициј желео кандидовати морала га је усвојити нека плебејска породица. Колико је познато, то је први учинио Публије Клодије Пулхер 59. п. н. е.
Први римски цар Октавијан Август, као патрициј, такође није могао држати положај трибуна, али је зато добио сва овлашћења народног трибуна (лат. Tribunicia potestas), која су затим постала једним од два уставноправна стуба његовог положаја у принципату (други је такав стуб била његова проконзулска власт (лат. Imperium proconsulare maius)). Трибунска су овлашћења Августу и формално дала право вета и право сазивања сената. Такође, он је по њима био „неповредив“ (лат. Sacrosanctus), имао је право мешања у рад других магистрата и могао је изрицати смртне пресуде.
Период владавине већине царева рачуна се од тренутка када су стекли трибунска овлашћења, премда су их неки цареви, на пример Тиберије, Тит, Трајан, Марко Аурелије и други, стекли још током владавине њихових претходника. С друге стране, Августов војсковођа Марко Випсаније Агрипа и Тиберијев син Друз обојица су имали трибунска овлашћења иако никада нису били цареви.

## Војни функционери

### Војни трибун
Сваке године трибутска скупштина бирала је 24 младића који су били у касним двадесетим и који су имали политичких амбиција за војне трибуне (лат. Tribuni militum). Свакој од четири конзулске легије била су додељена по шесторица војних трибуна као виши заповедници легије.
Сви средњи официри у легији такође су називани трибунима, али су они били постављани (дакле, не бирани у скупштинама) и потчињени војним трибунима.

### Заповедник кохорти
- – заповедник помоћне војне јединице.
- – заповедник градске кохорте, која је обављала полицијске функције.

### Ерарни трибун
Дужности ерарног трибуна (лат.  = „трибун државне благајне") понешто су нејасне. Изгледа да су ови трибуни првобитно били задужени за исплату војника, премда су легионари током ране и средње републике заправо плаћани из плена који би добили у ратовима и освајањима. До позне републике, међутим, и овај задатак прешао је на квесторе.

### Различита значења
- – уздигнута платформа са које су се војсковође обраћале војницима и на којој су се обављала суђења.
- – виши официр.
- – „трибун с уским пругама"; војни официр из витешког сталежа, било их петорица у свакој легији.
- – официр који је за војног трибуна изабран на скупштини (лат. Comitia).
- – „трибун са широким пругама"; војни официр из сенаторског сталежа, други по чину и праву заповедања у легији.
- – виши официр у легији.
- – виши официр у легији кога је изабрала народна скупштина.
- – официр кога је поставио војни заповедник.
- – трибун који се на дужности налази само током шест месеци.
- – трибун који није додељен ниједног легији.